# Alena Aladava
Alena Vasileŭna Aładava (rojena Puk; belorusko Алена Васілеўна Аладава), beloruska umetnostna zgodovinarka in muzealka, * 22. maj 1907, † 29. maj 1986.
Med leti 1944 in 1977 je bila direktorica Narodnega umetnostnega muzeja Belorusije. Aladava je bila odgovorna za rekonstrukcijo muzejske zbirke v povojnem obdobju v Belorusiji, iskanje izgubljenih zbirk, pridobivanje novih del in izvajanje odprav za iskanje novih eksponatov po državi.

## Biografija
Študirala je na Beloruski državni univerzi. Leta 1928 se je poročila s skladateljem Mikalajem Aladovim, direktorjem beloruskega konservatorija. Imela sta tri otroke: muzikologinjo Radaslavo Aladavo, arhitekta Valmena Aladova in Gemirja Aladova.
Pred nacistično invazijo na Belorusijo leta 1941 je delala za Narodni umetnostni muzej Belorusije v Minsku kot vodja oddelka za rusko in belorusko umetnost. Med invazijo leta 1941 je bila celotna zbirka 2771 del ukradena; nekatere sta namerno izbrala Hans Posse in Cajetan Müllmann za nemške zbirke.
Iz Minska je bila Aladava evakuirana v Saratov, kjer je delala za umetnostni muzej Radiščeva. Januarja 1944 se je preselila v Moskvo, kjer je kurirala razstavo beloruske umetnosti z naslovom "Belorusija živi! Belorusija se bori!" Kasneje je bilo več sob v stavbi sindikatov v Minsku dodeljenih Aladavi za vodenje nacionalne galerije, ki je bila naposled odprta leta 1947.
Po koncu druge svetovne vojne je Aladava vodila obnovo nacionalne umetniške zbirke. Leta 1944 je bila imenovana za direktorico muzeja in ena njenih prvih nalog je bila ureditev prvega popisa galerijskih del, ki bil izdelan izključno po spominu zaposlenih, saj tak popis pred vojno še ni bil narejen. Popis je Aladavi omogočil slediti umetninam, ki so bile odnešene iz beloruske zbirke, od katerih so bile nekatere do takrat v zasebnih ruskih zbirkah, in organizirati njihovo ponovno pridobitev. Njeno delo je vključevalo tudi odkupovanje del umetnikov, kot so Boris Kustodijev, Vasilij Polenov, Karl Briullov in Isaak Levitan.
Leta 1957 je bila po zaslugi prizadevanj Aladave odprta nova stavba muzeja, ki jo je zasnoval Mihail Baklanov. V času, ko je bila direktorica, je vodila številne raziskovalne odprave, med katerimi je leta 1958 odkrila ikono Device Hogedetrije Smolenske iz Dubjanca.
Aladava se je upokojila leta 1977. Nasledil jo je Jurij Karačhun, ki je bil predsednik beloruskega oddelka Mednarodnega sveta muzejev (ICOM). Umrla je leta 1986.

## Priznanja
Prejela je naziv častni umetniški delavec BSSR.
V počastitev stoletnice njenega rojstva je bila Aladava upodobljena na priložnostnih kovancih za 1 in 10 rubljev. Upodobljena je bila tudi na priložnostni znamki.